# 홍세은
홍세은(1977년 1월 1일~)은 대한민국의 배우이자 모델이었다.
1991년 광고 모델로 첫 데뷔를 하였으며, 그로부터 3년 후 1994년 MBC 문화방송 공채 23기 탤런트로 정식 데뷔하였다.

## 학력
- 동덕여자대학교 방송연예학과 학사(2002년 - 98학번)

## 출연작

### 연기 활동

#### 연극
- 1997년 《납량특집 육혈포 강도》[1] ... 오남숙 역(단역)

#### TV 드라마
- 1994년 MBC 청소년드라마 《사춘기》
- 1994년 MBC 주말연속극 《서울의 달》
- 1994년 MBC 의학드라마 《종합병원》
- 1994년 MBC 수목드라마 《아들의 여자》
- 1994년 MBC 농촌드라마 《전원일기》 ... 홍여숙[2] 역
- 1995년 MBC 주말연속극 《사랑과 결혼》
- 1995년 MBC 일일시트콤 《두 아빠》
- 1995년 MBC 일요아침드라마 《짝》
- 1995년 MBC 주말연속극 《아파트》
- 1996년 MBC 청소년드라마 《나》 ... 홍수민[3] 역
- 1996년 MBC 일일시트콤 《남자 셋 여자 셋》 ... 홍지숙[4] 역
- 1997년 MBC 일일연속극 《욕망》
- 1997년 KBS2 월화드라마 《내 안의 천사》
- 1997년 MBC 일일연속극 《세 번째 남자》
- 1997년 SBS 일일드라마 《미아리 일번지》
- 1997년 MBC 농촌드라마 《전원일기》 ... 홍미희[5] 역
- 1998년 KBS2 월화드라마 《맨발의 청춘》
- 1998년 MBC 주간시트콤 《여자 대 여자》 ... 말레이시아 콸라 룸푸르 룸파스 대학교 영어영문학과-티베트어학과 복수 전공 1학년 휴학생 데비 한진숙[6] 역
- 1999년 MBC 일일시트콤 《점프》 ... 서울한국전문대학 공업디자인학과 2학년 송성은 역
- 1999년 MBC 주간시트콤 《여자 대 여자》 ... 홍콩 대학교 영어영문학과 1학년 휴학생 엘리즈 어원수[7] 역
- 1999년 KBS2 주간시트콤 《오! 해피 데이》
- 2000년 MBC 월화미니시리즈 《뜨거운 것이 좋아》
- 2001년 MBC 수목미니시리즈 《네 자매 이야기》

## 예능 관련 활동

### 방송
- 1996년 MBC 《인기가요 베스트 50》
- 1997년 KBS2 《토요일 전원출발》
- 1998년 MBC 《뽀뽀뽀》

## 모델 활동

### 광고
- LG레모니아
- 더블리치 트리트먼트
- 위스퍼
- 배스킨라빈스31

### 잡지
- 휘가로
- 레이디경향
- 칼라
- 쎄씨